# 需求工程
需求工程（英語：Requirements engineering，縮寫：RE）是指在工程設計過程中定義、記錄和維護需求的過程。 這在系統工程和軟體工程中是一個共同的角色。
1979年美國企業TRW Inc.的技術報告，可能是第一次使用「需求工程」這個術語，但是直到20世紀90年代IEEE電腦協會教程出版才得到普遍應用，並建立了一個關於需求工程的系列會議，這個會議已經發展成為當前的國際需求工程會議（International Requirements Engineering Conference）。
在瀑布模型中，需求工程作為開發過程的第一個階段。後來的開發方法（包括用於軟體的統一軟體開發過程（RUP））假設需求工程持續於系統的整個生命週期。
需求管理為系統工程實務的子功能，也在INCOSE（系統工程國際委員會）手冊中編入索引。

## 需求工程活動
涉及需求工程的活動差異很大，這取決於正在開發的系統類型、以及所涉及組織的特定實務。這些可能包括：
1. 需求獲取或需求誘導 ：開發者和利益相關者見面，其中，利益相關者將被詢問他們對軟體產品的需求和要求。
2. 需求分析和交涉：需求被識別（包括，如果開發是迭代的新需求），並且與利益相關者的衝突被解決。書寫和圖形工具（後者通常用於設計階段，但也有一些人在這此階段發現它們很有用）被成功地利用為輔助工具。書面分析工具的範例：用例、和用戶故事。 圖形工具的範例：UML[8]、和LML。
3. 系統建模（英语：System modeling）：一些工程領域（或特殊情況）要求產品在其施工或製造開始之前被完全設計和建模，因此，必須提前執行設計階段。例如，在任何合約可以批准和簽署之前，必須詳細闡述建築的藍圖。許多領域可能會使用生命週期建模語言來推導系統的模型，而其他領域則可能使用UML。（註：在許多領域（例如，軟體工程），大多數建模活動都被歸類為設計活動，而不是需求工程活動。）
4. 需求管理